# Gaston Bonnier
Gaston Eugène Marie Bonnier (9. dubna 1853 Paříž – 30. prosince 1922 tamtéž) byl francouzský botanik.

## Život a kariéra
Mezi lety 1873 až 1876 studoval na École Normale Supérieure a od roku 1878 na univerzitě v Uppsale. Bonnier byl jmenován roku 1887 profesorem na Sorbonně a roku 1897 členem Académie des sciences.
Zabýval se výzkumem vlivu podnebí na vývoj rostlin a také stavbou a funkčností jejich orgánů.
Je po něm pojmenován rod Bonniera z čeledi Orchidaceae a Bonnierella z čeledi Araliaceae.

## Dílo
- Flore complète illustrée en couleurs de France (12 svazků, 1912-24)